# Denard Robinson
Denard Robinson (Deerfield Beach, Florida, Estados Unidos, 22 de septiembre de 1990) es un jugador profesional de fútbol americano de la National Football League que juega en el equipo Jacksonville Jaguars, en la posición de Wide receiver con el número 16.

## Carrera deportiva
Denard Robinson proviene de la Universidad de Míchigan y fue elegido en el Draft de la NFL de 2013, en la ronda número 5 con el puesto número 135 por el equipo Jacksonville Jaguars.
Actualmente se encuentra en activo como jugador de los Jacksonville Jaguars.

## Estadísticas generales
| Yardas | Touchdowns | Recepciones | Promedio |
| 114    | 0          | 16          | 7.1      |